# Ineos Manufacturing Deutschland
Die Ineos Manufacturing Deutschland GmbH (Eigenschreibweise: INEOS) ist ein Petrochemiekonzern mit Sitz in Köln-Worringen. Derzeit beschäftigt das Unternehmen 2200 Mitarbeiter und ist das größte Chemieunternehmen und der drittgrößte industrielle Arbeitgeber in Köln.

## Geschichte
1957 wurde als Joint Venture die EC Erdölchemie GmbH, Köln gegründet. BP und die Bayer AG waren Anteilseigner zu je 50 %.
2001 übernahm BP in Deutschland die restlichen 50 %. Diese Gesellschaft wurde dann in BP Köln umbenannt.
Nach Ankündigung Mitte 2004 gliederte die BP ihren petrochemischen Bereich Anfang 2005 als rechtlich selbständiges Unternehmen NewCo aus, das April 2005 in Innovene umbenannt wurde. Innovene beschäftigte weltweit ca. 8500 Mitarbeiter mit Standorten in den USA, Großbritannien, Frankreich, Deutschland und China. In Deutschland war der Hauptstandort in Köln-Worringen mit ca. 2.000 Beschäftigten der größte petrochemische Standort von Innovene weltweit.
Am 16. Dezember 2005 wurde das Unternehmen von Ineos gekauft. Das Unternehmen engagiert sich in den gesellschaftlichen Bereichen Bildung und Sport.

## Produktion und Produkte
Ineos in Köln ist ein Hersteller und Lieferant von Rohstoffen der chemischen Industrie. Das Unternehmen produziert jährlich rund fünf Millionen Tonnen Grundstoffchemikalien. Das Betriebsgelände umfasst eine Fläche von 200 Hektar.
Ineos verarbeitet Erdgas, Naphtha und Flüssiggas. Durch Cracken und andere technische Verfahren werden in dem Werk u. a. Ethylen, Propylen und Ammoniak gewonnen. Ineos produziert in Köln Basischemikalien, die als Rohstoffe vieler Gegenstände des täglichen Lebens wie Medikamente, Textilien und Waschmittel dienen. Eine Auswahl der 34 Chemikalien, die von Ineos Manufacturing Deutschland hergestellt werden:
| Ethylen:                    | Propylen:                                      | C4-Fraktion:                                    | Crackbenzin:                       | Ammoniak:                        |
| --------------------------- | ---------------------------------------------- | ----------------------------------------------- | ---------------------------------- | -------------------------------- |
| - Polyethylen - Ethylenoxid | - Propylenoxid - Acrylnitril - Cyanwasserstoff | - Butadien 1.3 - Methylpropadien - Diisobutylen | - Benzol - Toluol - Cyclopentan 70 | - Salpetersäure - Ammoniakwasser |

Im November 2017 startete Ineos den Bau eines neuen Kraftwerks. Die Gas- und Dampfanlage soll Rückstände aus der Produktion verbrennen und den Stromverbrauch für die eigenen Anlagen senken. Zuvor hatte sich Ineos in Köln an einem Forschungsprojekt zur Verbesserung von Systemen der Energieversorgung beteiligt. Die Studie wurde von der Rheinisch-Westfälischen Technischen Hochschule Aachen RWTH Aachen koordiniert und vom Bundesministerium für Wirtschaft und Energie gefördert.
Im Frühjahr 2020 begannen Ineos und Nouryon mit der Errichtung einer Industrieanlage für die Herstellung von Ausgangsprodukten für Chelatkomplexe. Die biologisch abbaubaren Stoffe ersetzen verbotene Phosphate und finden Verwendung in Haushalts- und Körperpflegemitteln.
Zusammen mit dem Chempark-Betreiber Currenta startete Ineos in Köln im Oktober 2021 ein Projekt zum Aufbau und Betrieb einer Wasserelektrolyse-Anlage mit einer Leistung von 100 Megawatt zur Erzeugung von Wasserstoff, welcher für die Ammoniak- und Methanolproduktion von Ineos verwendet werden soll.
Mit dem Unternehmen Plastic Energy errichtet Ineos in Köln eine Anlage für chemisches Recycling. Pro Jahr sollen durch den Einsatz einer patentierten Technologie aus Kunststoffabfällen 100.000 Tonnen Rohstoffe gewonnen werden. Aus dem sogenannten Tacoil können dann Polymere in neuwertiger Qualität hergestellt werden. Zuvor wurden Tests durchgeführt in einem der beiden Cracker von Ineos in Köln zum zukünftigen Ersatz von Naphta durch das Pyrolyseöl. Der Produktionsstart der neuen Recyclinganlage ist für Ende 2026 geplant.

## Störfall
Am 17. März 2008 um 14:30 Uhr trat am Standort Köln-Worringen Ethylen aus der Hauptrohrleitung aus, die den Standort an die europäische Ethylen-Pipeline anbindet. Das ausströmende Gas entzündete sich und ein in der Nähe befindlicher Vorratstank, in dem 3000 m³ giftiges Acrylnitril lagerte, fing ebenfalls Feuer. Das Feuer der Pipeline konnte nicht gelöscht werden, da ansonsten akute Explosionsgefahr bestanden hätte. Nach dem Absperren der Pipeline erlosch dieses Feuer nach 4½ Stunden.
Der brennende Acrylnitril-Tank konnte erst mit einem großen „Schaumangriff“ nach ca. 9½ Stunden gelöscht werden. Bei dem Großbrand waren insgesamt 1.200 Feuerwehrleute der Werkfeuerwehr Chempark, der Feuerwehr Köln und der umliegenden Feuerwehren im Einsatz.
Am folgenden Tag wurde vormittags in Köln-Worringen an 3 verschiedenen Stellen eine erhöhte Acrylnitril-Konzentration in der Luft gemessen (5 ppm). Die Bewohner Worringens wurden aufgefordert, weiterhin bei geschlossenen Fenstern und Türen in den Häusern zu bleiben. Diese Vorsichtsmaßnahme wurde nach weiteren Messungen, die unter dem Anhaltswert von 3 ppm lagen, um 19:30 aufgehoben.
INEOS hat ein unabhängiges Gutachterunternehmen beauftragt, in Worringen und in der Umgebung um das Werk Bodenproben auf erhöhte Acrylnitril-Konzentrationen zu untersuchen.